# Oktett (Schubert)
Das Oktett in F-Dur, D 803, von Franz Schubert zählt zu den populärsten Kammermusikwerken für eine gemischte Besetzung aus Streichern und Bläsern.

## Entstehung
Ab etwa 1817 war Schubert, bedingt durch die intensive Auseinandersetzung mit dem Werk von Ludwig van Beethoven, dessen Genie er nicht zu überwinden meinte, durch eine beträchtliche Schaffenskrise gegangen. Zahlreiche unvollendete Werke aus dieser Zeit wie der Quartettsatz c-Moll und die Sinfonie in h-Moll zeugen von dieser Schreiblähmung. Im Jahre 1824 scheint Schubert die Krise überwunden zu haben, er arbeitete intensiv an mehreren Kammermusikwerken. Das Oktett wurde im Februar 1824 geschrieben. Es wurde von Ferdinand Graf Troyer (1780–1851), der Obersthofmeister des Erzherzogs Rudolf von Österreich-Toskana und ein ausgezeichneter Klarinettist war, in Auftrag gegeben und laut Schuberts eigenhändiger Notiz am 1. März 1824 fertigkomponiert. Er selbst schrieb in einem Brief dazu:

„überhaupt will ich mir auf diese Art den Weg zur großen Symphonie bahnen“

was mit großer Wahrscheinlichkeit als Anspielung auf die zwei Jahre später komponierte Große C-Dur-Symphonie zu verstehen ist.
Die erste Aufführung fand in der Wohnung des Grafen Ferdinand von Troyer statt. Ignaz Schuppanzigh spielte dabei die erste Violine, der Graf blies die Klarinette.

## Das Werk

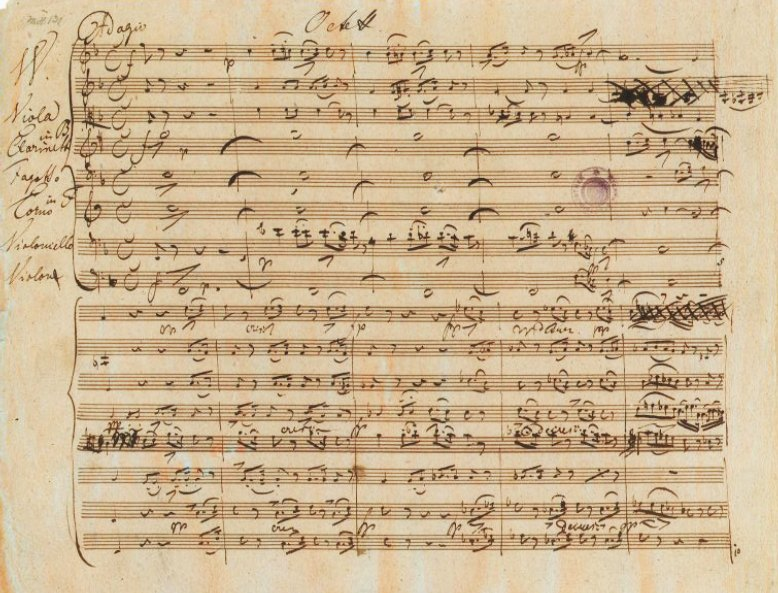
Erste Seite des Autographs

In vielerlei Hinsicht ist das Oktett stark am Septett von Beethoven orientiert, allerdings hat Schubert in fast jeder Hinsicht kleine Erweiterungen beigefügt. Auch hier kann man anhand des respektvollen Umgangs mit dem beethovenschen Konzept die Überwindung seiner Minderwertigkeitskomplexe feststellen. Dem Divertimento-Tonfall, der bei Beethoven dominiert, kommt Schubert in seinen Mittelsätzen auch nach, in den Ecksätzen und im Adagio erklingt aber die typische dramatische und beseelte Musik, die auch in den anderen Kammermusikwerken aus dieser Phase zu finden ist.

### Besetzung
Bratsche, Fagott, Horn, Klarinette, Kontrabass, zwei Violinen und Violoncello
Zur Beethovenschen Besetzung fügte der Komponist also noch eine zweite Geige hinzu, was die dynamische Balance zwischen Streichern und Bläsern erheblich verbessert und dem Streicherapparat einen „orchestraleren“ Klang verleiht.

### Sätze
Auch die Satzfolge orientiert sich streng am Vorbild des Beethoven-Septetts, mit der kleinen Ausnahme, dass das Menuett und das Scherzo an vertauschten Plätzen erklingen:
1. Adagio – Allegro – Più allegro
2. Adagio
3. (Scherzo) Allegro vivace – Trio
4. Andante – Variationen I – VII – Più lento
5. Menuetto. Allegretto – Trio
6. Andante molto – Allegro – Andante molto – Allegro molto[2]

## Rezeption
Das Werk wurde noch 1824 in einem Privatkonzert uraufgeführt, die erste öffentliche Aufführung fand erst 1827 im Wiener Musikverein statt und wurde von der Kritik vor allem wegen der enormen Länge (ca. 50 Minuten) bemängelt. Tatsächlich wurden im Erstdruck, der erst 1853 erschien, auch zwei Sätze weggelassen, die erste komplette Ausgabe erfolgte erst im Jahre 1872. Spätestens zu diesem Zeitpunkt muss also klar gewesen sein, dass das Schubert-Oktett zu den wichtigsten Kammermusikwerken des 19. Jahrhunderts gerechnet werden muss.

## Veröffentlichungen (Auswahl)
- Oktett in F-Dur op. posth. 166 D 803 – Vladimir Sorokin (Klarinette), Yakov Shapiro (Horn), Joseph Stidel (Fagott), Dawid Fjodorowitsch Oistrach (Violine), Peter Bondarenko (Violine), Mikhail Terian (Viola), Sviatoslav Knushevitsky (Violoncello), Joseph Gertovich (Kontrabass), 1950.[3]
- Oktett in F-Dur op. posth. 166 D 803 – Consortium Classicum, 1983[4]
- Oktett in F-Dur op. posth. 166 D 803 – Gidon Kremer (Violine), Isabelle van Keulen (Violine), Tabea Zimmermann (Viola), David Geringas (Violoncello), Alois Posch (Kontrabass), Eduard Brunner (Klarinette), Radovan Vlatković (Horn), Klaus Thunemann (Fagott), 1987[5]
- Op. 166. Oktett in F-dur für zwei Violinen, Viola, Violoncello. Horn, Fagott, Baß, Klavier (= Breitkopf & Härtels Kammermusik-Bibliothek. 20). Partitur 3 AI. Stimmen, Breitkopf & Härtel, Leipzig 1956
- Oktett in F-Dur op. posth. 166 D 803 – Philipp Beckert (Violine), Franziska Drechsel (Violine), Andreas Willwohl (Viola), Konstanze von Gutzeit (Violoncello), Iris Ahrens (Kontrabass), Oliver Link (Klarinette), Uwe Holjewilken (Horn), Sung Kwon You (Fagott), 2014 C2 Hamburg. Musik & Medienproduktion[6][7]